# Rudolf Kink
Rudolf Kink (* 24. März 1822 in Kufstein; † 20. August 1864 in Natters) war ein österreichischer Verwaltungsbeamter und Historiker.

## Leben
Kink war der Sohn des Landrichters von Kufstein Johann Georg Kink (1789–1864), wuchs aber bei seinem Großvater Johann Martin Kink in Innsbruck auf und besuchte das dortige Gymnasium. Ebenfalls in Innsbruck studierte Kink anschließend. Zunächst absolvierte er die zweijährigen „philosophischen Kurse“, um daran ein Jurastudium anzuschließen, das er in Padua fortsetzte und schließlich in Wien beendete. Er war befreundet mit Hans von Perthaler, Rudolf Handel und Friedrich List. 1843 trat Kink als Richter in den Staatsdienst ein, zunächst beim Landgericht Ernberg zu Reutte in Tirol, kurze Zeit später beim tirolischen Gubernium in Innsbruck. Von 1846 bis 1847 war er beim Kreisamt Trient, anschließend wieder beim Innsbrucker Landespräsidium tätig. In Innsbruck machte er auch die Bekanntschaft von Albert Jäger, der sein Interesse für die Geschichtswissenschaft weckte. Er arbeitete bei der Ordnung des Archivs des Schlosses Windenau mit und erhielt hier eine erste Anleitung zum wissenschaftlichen Arbeiten. 1849/50 entstand seine erste historische Schrift, 1848 wurde Kink Privatdozent an der Universität Innsbruck und hielt Vorlesungen zur Tiroler Geschichte. 1851 ging er ins Österreichische Unterrichtsministerium. Auch hier arbeitete er weiter wissenschaftlich und verfasste eine Geschichte der Universität Wien. 1854 wurde Kink korrespondierendes Mitglied der kaiserlichen Akademie der Wissenschaften. Im selben Jahr ging er als Landesrat, Kultus- und Unterrichtsreferent bei der schlesischen Landesregierung nach Troppau. Dort blieb er jedoch nur acht Monate, bevor er als Ministerialsekretär in das Ministerium für Kultus und Unterricht zurückberufen wurde. 1858 ernannte man Kink dann zum Rat der Statthalterei des Küstenlandes und Referenten für Kultus- und Unterrichtsangelegenheiten in Triest. Hier hatte Kink kaum noch Zeit für eigene historische Forschungen. Im selben Jahr heiratete er Marie Freiin von Handel (1827–1910). 1862 und 1863 musste er sich längeren Kuren unterziehen.

## Veröffentlichungen (Auswahl)
- Akademische Vorlesungen über die Geschichte Tirols bis zur Vereinigung mit Oesterreich, Innsbruck: Witting 1850.
- (Hg.): Codex Wangianus: Urkundenbuch des Hochstiftes Trient, Wien: K. K. Hof- und Staatsdr., 1852 (Fontes rerum Austriacarum II 5).
- Die Rechtslehre an der Wiener Universität: geschichtliches Fragment als Beitrag zur österreichischen Rechtsgeschichte, Wien: Braumüller 1853.
- Mittheilungen aus dem Matrikelbuch der rheinischen Nation bei der k.k. Universität in Wien, [Wien] [1853].
- Geschichte der kaiserlichen Universität zu Wien:
  - Bd. 1, 1: Geschichtliche Darstellung der Entstehung und Entwicklung der Universität bis zur Neuzeit. Geschichtliche Darstellung, Wien: Gerold, 1854.
  - Bd. 1, 2: Geschichtliche Darstellung der Entstehung und Entwicklung der Universität bis zur Neuzeit. Urkundliche Beilagen, Wien: Gerold, 1854.
  - Bd. 2: Statutenbuch der Universität, Wien: Gerold, 1854.